# Смоленский городской совет

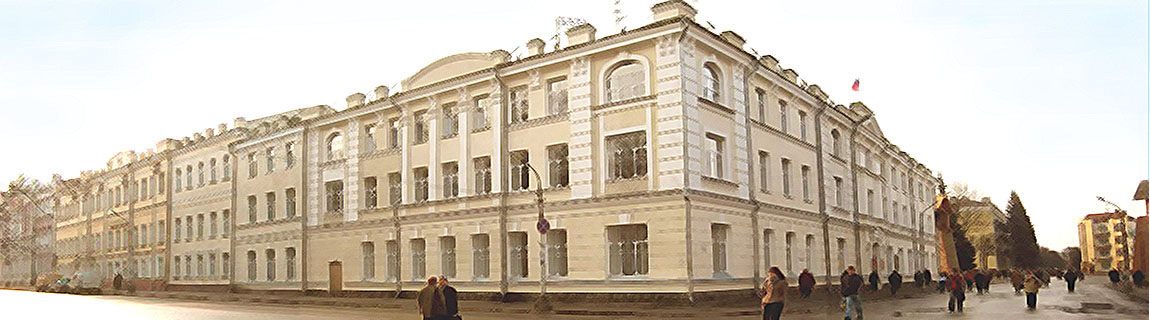
Здание губернской земской управы, ныне здание городской администрации Смоленска

Смоленский городской Совет — представительный орган местного самоуправления на территории города Смоленска.

## История
История представительных органов власти в Смоленске имеет давние и прочные традиции. Один из древнейших русских городов, упомянутых летописью уже в IX веке, — Смоленск наравне с Новгородом, Псковом, Ладогой, Полоцком и другими северо-западными городами Древней Руси имел вече — народное собрание. Историки полагают, что в докняжеском Смоленске, который был «велик и мног людьми», вече было сильным и подчинялось старейшинам. В более поздние времена, в эпоху Киевской Руси, главным лицом Смоленской земли становится князь, однако многие его решения принимаются только с согласия веча.
В период литовского господства Смоленск получает Магдебургское право — феодальное городское право, сложившееся в XIII веке в г. Магдебурге и распространившееся на другие города Восточной Германии, а затем на Восточную Пруссию, с XIV в. — на Польшу и Литву, откуда перешло в Беларусь, Украину и другие земли. Города, входившие в систему Магдебургского права, получали самоуправление (выборный орган — магистрат). Предоставление городу льгот и привилегий, предусмотренных Магдебургским правом, историки связывают с именем литовского князя Витовта, захватившего Смоленск в 1404 году. Тогда Витовт только подтвердил многовековые права и обычаи, по которым горожане продолжали жить. Московский князь Василий Иванович, отвоевав Смоленск в 1514 г., особой грамотой обещал «держати» всех жителей города «по всему тому, как их держал князь великий Витовт, и иные Государевы, и Александр король, и Жигмонт, по их утвержденным грамотам».
С переходом Смоленска под власть Польши король Сигизмунд III «позволил» пользоваться старыми льготами «всем нынешним и будущим обывателям города», «как внутри, так и вне оного живущим», освобождая их «от всех вообще властей». Смоляне должны были подчиняться только «начальству смоленского войска и Магдебургскому праву», войту и городскому магистрату. После возвращения Смоленска в состав Российского государства (1654 г.) русские цари сохранили привилегии и льготы, неоднократно подтверждая их своими грамотами и указами.
Можно сказать, что история развития местного самоуправления в Смоленске имеет наиболее прочные и глубокие корни среди всех городов, входящих ныне в Центральный федеральный округ.
Последующая история развития представительной власти тесно связана с реформами местного самоуправления в России.
В 1785 году Екатерина II подписывает Грамоту на права и выгоды городам Российской империи. В городах создаются выборные учреждения, общие для всех разрядов городского населения. Каждый из шести разрядов выбирал депутатов в городское собрание, которое в свою очередь избирало Общую городскую Думу — представительный орган самоуправления. Исполнительным, постоянно действующим его органом была Шестигласная Дума, избираемая членами Общей Думы в количестве шести человек (по одному депутату от каждого разряда). Председателем обеих дум был избираемый горожанами городской голова.
На созданные по Городовому положению 1870 г. городские органы самоуправления (городские думы и городские управы) возлагались административно-хозяйственные задачи на территории города. Городская дума являлась представительным органом. Она избирала из своего состава исполнительный орган — городскую управу в составе городского головы и членов управы. Городской голова возглавлял и думу, и управу, координируя работу этих учреждений. В начале XX века на протяжении ряда лет председателем Думы и городским головой был Б. П. Рачинский, оставивший заметный след в истории города.
Городской Думе приходилось рассматривать самые разнообразные вопросы. Так, в 1907 году, в «Журналах Смоленской городской Думы» мы находим вопросы из повесток дня заседаний:
- о сборе с велосипедов и автомобилей и о порядке езды на этих экипажах;
- прошение А. Е. Мачульской о разрешении ей открытия двух пивных лавок с продажей горячей пищи в первой части города на Троицком шоссе в доме Тарабаева и за Молоховскими воротами в городском доме;
- ходатайство бывшего бухгалтера Смоленской городской управы А. В. Кособуцкого о назначении ему пособия из городских средств «по болезни глаз и расстроенному моему здоровью».

На волне Всероссийской октябрьской политической стачки 1905 года в Смоленске, как и практически по всей России, создается Совет народных депутатов. По всей видимости, это произошло в ноябре 1905 года. Председателем Совета был земский служащий С. Г. Сбитников, примыкавший к меньшевикам.
После 1917 года все представительные функции полностью переходят к Советам рабочих и солдатских (впоследствии — народных) депутатов, которые практически в неизменном виде просуществуют до 1993 года. Председателем Совета в 1918 году стал Р. В. Пикель.
В послевоенные годы, когда работа Советов возобновилась, из состава депутатов на первой сессии избирался исполнительный комитет -организационно-распорядительный орган. Председатель исполнительного комитета (горисполкома) председательствовал на сессиях Совета и одновременно являлся руководителем исполнительной власти города. В мае 1990 года впервые за многие десятилетия городской Совет народных депутатов сформирован на основе всеобщих прямых альтернативных выборов. Возобновлена должность председателя городского Совета народных депутатов. По октябрь 1993 года, до роспуска Советов всех уровней, этот пост занимал В. И. Анисимов.
С октября 1993 по декабрь 1996 года депутатский корпус не избирался, полномочия представительного органа были переданы мэру города
В соответствии с Федеральным законом 1995 года «Об общих принципах организации местного самоуправления в Российской Федерации», в декабре 1996 года состоялись выборы представительного органа местного самоуправления города Смоленска. Депутаты утвердили его наименование — «Смоленский городской Совет».

## Деятельность Смоленского городского Совета

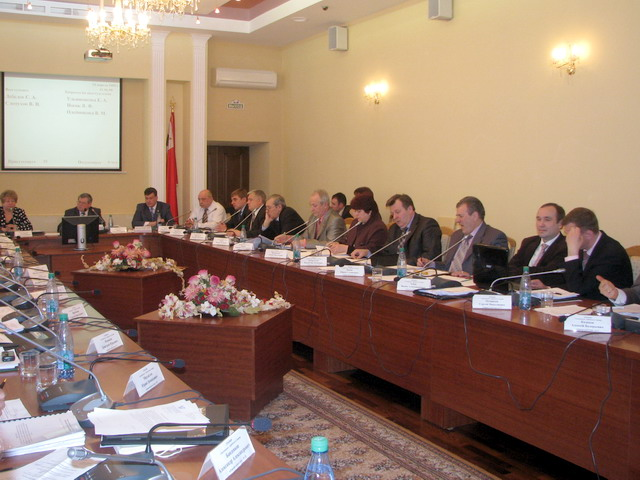
Смоленский городской Совет

Смоленский городской Совет состоит из 30 депутатов: 10 избираются населением областного центра по спискам политических партий, 20 по одномандатным округам на основе всеобщего равного и прямого избирательного права при тайном голосовании сроком на 5 лет.
Смоленский городской Совет как представительный орган местного самоуправления осуществляет свою деятельность в соответствии с законодательством Российской Федерации и Смоленской области, Уставом города Смоленска, Регламентом Смоленского городского Совета, а также перспективным планом работы, утвержденный решением сессии.
В течение года проходят сессии (в том числе внеочередные), на которых рассматриваются вопросы и принимаются решения.
Основное внимание в своей работе депутаты уделяют повышению социальной защищенности работников бюджетной сферы и поддержке семей с детьми, оптимизации управления муниципальной собственностью, а также поиску путей наиболее эффективного распоряжения бюджетными средствами.
В связи с многочисленными обращениями жителей города по проблемам устройства детей в муниципальные дошкольные образовательные учреждения, нехватку мест в муниципальных детских садах по инициативе Смоленского городского Совета с 2008 году начата работа с ведомствами, имеющими дошкольные учреждения.
В целях поддержки отдельных категорий работников бюджетной сферы с 2008 года приняты решения о введении новых и сохранении ранее установленных ежемесячных доплат за счет бюджета города:
- медицинскому персоналу выездных бригад МЛПУ «Станция скорой медицинской помощи» (врачам, фельдшерам и медицинским сестрам;
- медицинским работникам дошкольно-школьных отделений МЛПУ «Детская клиническая больница» (в обязанности которых входит вакцинация детей): врачам, медицинским сестрам;
- среднему медицинскому персоналу муниципальных учреждений здравоохранения, имеющему повышенный уровень образования;
- медицинским работникам муниципальных образовательных учреждений, подведомственных управлению образования и молодёжной политики Администрации города Смоленска (в обязанности которых входит вакцинация детей): врачам, медицинским сестрам;
- водителям выездных бригад МЛПУ «Станция скорой медицинской помощи» и водителям неотложной помощи МЛПУ «Детская клиническая больница».

Решением 64-й сессии от 28.11.2008 № 1015 продолжена практика обеспечения бесплатными завтраками всех категорий учащихся муниципальных общеобразовательных школ, а также учащихся 5-11 классов муниципальных вечерних (сменных) школ города Смоленска. Кроме того, за счет бюджета города предусмотрена оплата горячих обедов для школьников из малоимущих семей, учащихся специализированных (коррекционных) классов и специализированных классов с углубленным учебно-тренировочным процессом, для детей-сирот и детей, оставшихся без попечения родителей, а также для детей-инвалидов.
Аналогичные льготы решением 66-й сессии от 26.12.2008 № 1049 предоставлены учащимся Смоленской православной гимназии Русской православной церкви.
Одной из наиболее важных проблем в городе, учитывая большое число жителей, не обеспеченных жильем, и отсутствие свободных жилых помещений, остается жилищная проблема.
Нормативным правовым актом, направленным на улучшение сложившейся ситуации, является городская целевая Программа «Социальное жилье» на 2003—2010 гг., утвержденная Смоленском городским Советом.
В целях поощрения жителей города, а также коллективов предприятий, учреждений и организаций за особые заслуги перед городом Смоленском, государством в экономике, науке, культуре, искусстве, просвещении, охране здоровья, спорте, защите прав граждан и других сферах жизни решениями городского Совета Почетными грамотами города-героя Смоленска награждаются жители города Смоленска и творческие коллективы.
Городской Совет ведет работу по оптимизации бюджетных расходов и привлечению в бюджет города дополнительных доходов.
В 2008 году депутаты активно работали над вопросами повышения эффективности управления и распоряжения муниципальным имуществом.
При рассмотрении предложений Администрации города Смоленска об условиях приватизации объектов муниципального имущества депутаты взвешенно и объективно подходят к решению вопросов о целесообразности продажи каждого из предложенных объектов. По мнению депутатов, сохранение ликвидных объектов в муниципальной собственности, введение «прозрачной» системы учёта и передачи в аренду свободных нежилых помещений, а также установление оптимальной методики расчета размера арендной платы (доступной для субъектов малого и среднего бизнеса и выгодной для города) позволит сделать муниципальное имущество одним из важных и стабильных источников пополнения бюджета города.
Для повышения эффективности управления объектами муниципальной собственности, контроля за использованием муниципального имущества депутаты утвердили Реестр муниципального имущества города Смоленска, предложенный Администрацией города Смоленска.
Отдельным направлением работы депутатов в сфере управления и распоряжения муниципальной собственностью в 2008 году стало решение вопросов эффективности управления муниципальными предприятиями, а также пакетами акций, находящимися в муниципальной собственности.

## Контрольные функции Смоленского городского Совета
Одна из ключевых функций городского Совета — осуществление контроля за исполнением органами и должностными лицами местного самоуправления полномочий по решению вопросов местного значения, деятельностью муниципальных предприятий и учреждений. Контрольные функции Смоленского городского Совета закреплены в утвержденном Положении о порядке осуществления Смоленским городским Советом контрольных функций, утвержденном в 1999 году.
Руководство по организации контроля осуществляет председатель Смоленского городского Совета.
Формами осуществления контроля являются:
- заслушивание отчетов, информации на сессиях Совета, заседаниях постоянных комиссий;
- депутатские слушания;
- депутатские запросы, обращения;
- депутатские расследования;
- контрольные проверки.

Принятие нового Положения о контрольных функциях в 2008 году позволило депутатам закрепить за Главой города Смоленска обязанность ежегодного отчета на сессиях городского Совета о результатах своей деятельности. Благодаря изменениям в Федеральный закон «Об общих принципах организации местного самоуправления в Российской Федерации» от 07.05.2009 подобные отчеты перестали быть простой формальностью: в случае неудовлетворительной оценки деятельности Главы города по результатам его ежегодного отчета на сессии, данной два раза подряд, депутаты вправе удалить Главу города в отставку.

## Контрольно-счетная палата города Смоленска
Для надлежащего контроля за исполнением бюджета города, соблюдением установленного порядка подготовки и рассмотрения проекта бюджета города Смоленска, отчета об исполнении бюджета, за соблюдением установленного порядка управления и распоряжения имуществом, находящимся в муниципальной собственности в 2008 году завершено формирование Контрольно-счетной палаты города Смоленска: избраны председатель Контрольно-счетной палаты и его заместитель, а также утвержден Регламент Контрольно-счетной палаты.

## Городские целевые программы
Продолжают действовать ранее принятые городские целевые программы, среди которых:
- Программа содействия занятости населения города Смоленска на 2007—2009 годы;
- муниципальная целевая программа «Развитие внутреннего и въездного туризма в городе-герое Смоленске на 2008—2012 гг.»;
- городская целевая программа «Развитие системы образования города Смоленска» на 2008—2010 годы;
- Программа «Дети города Смоленска» на 2008—2010 годы;
- целевая программа по укреплению материально-технической базы муниципального лечебно-профилактического учреждения «Клиническая больница N 1» г. Смоленска на 2008—2010 годы;
- городская целевая Программа по улучшению качества анестезиологической и реанимационной помощи населению города Смоленска на 2007—2009 годы;
- городская целевая Программа «Здоровый город» на 2007—2009 годы;
- городская целевая Программа по укреплению материально-технической базы эндоскопической службы в ЛПУ г. Смоленска на 2007—2009 годы.

Отчеты о выполнении программ в установленные сроки заслушиваются на заседаниях постоянных депутатских комиссий, выносятся на сессии городского Совета.

## Комиссии Смоленского городского Совета

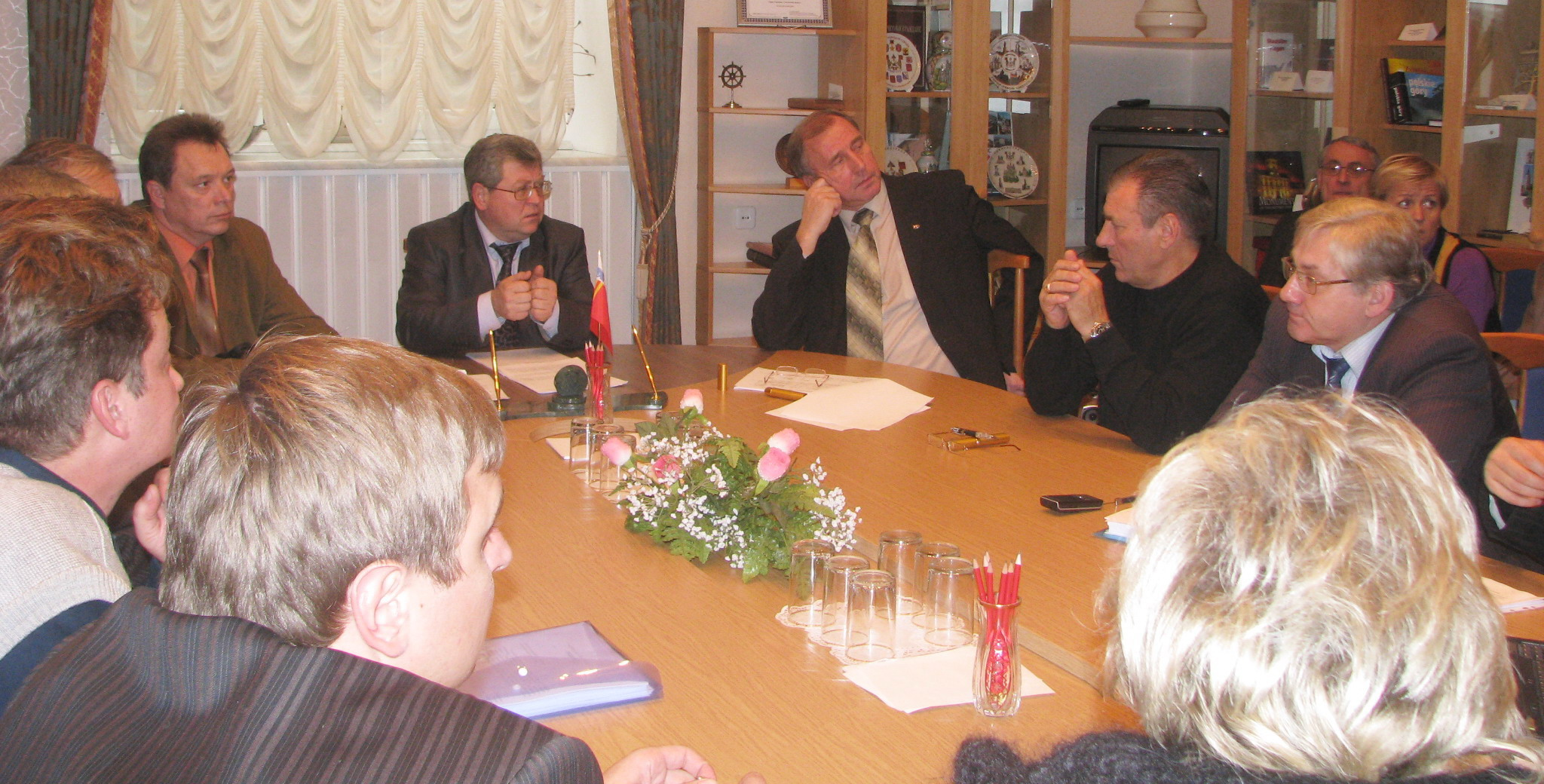
[http://smolsovet.ru Смоленский городской Совет

Все вопросы, выносимые на рассмотрение сессий Смоленского городского Совета, в соответствии с Регламентом Смоленского городского Совета, также предварительно обсуждаются на заседаниях постоянных комиссий.
Таких комиссий в Смоленском горсовете шесть:
- Планово-бюджетная
- По вопросам городского хозяйства
- По перспективному развитию города и инвестиционной деятельности
- По социальной сфере
- По законности, регламенту и этике
- По вопросам градостроительной деятельности и землепользования

Каждый депутат осуществляет свои полномочия в одной из постоянных комиссий, а по личному желанию может войти в состав и других постоянных комиссий с правом решающего голоса. На все комиссии Смоленского городского Совета приглашаются сотрудники городской администрации с правом совещательного голоса. В ходе совместной работы представители обеих ветвей власти осуществляют экспертизу проектов решений перед вынесением их на сессию городского Совета.

## Публичные слушания

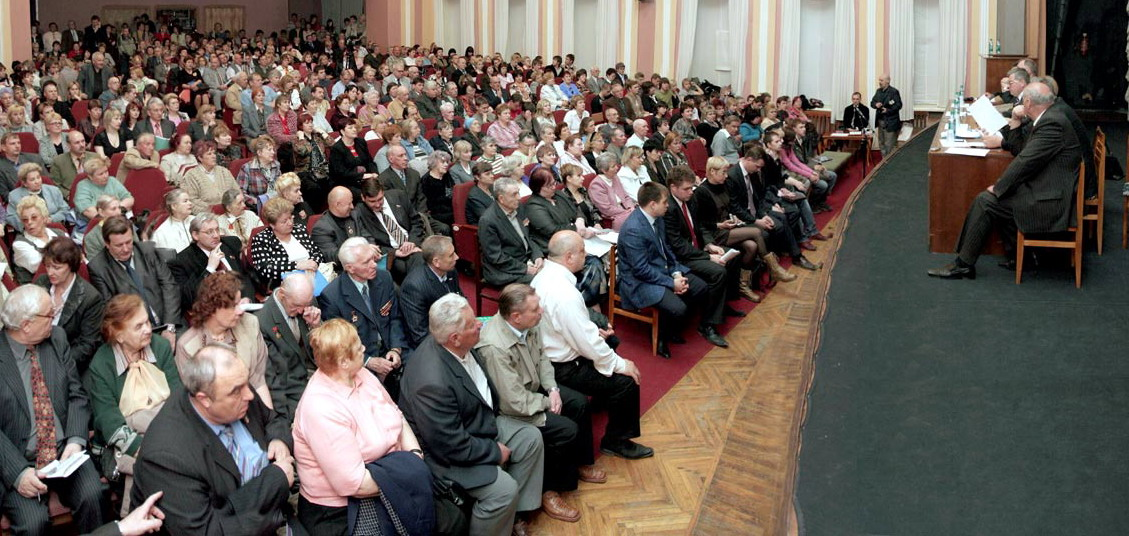
[http://smolsovet.ru Смоленский городской Совет

Публичные слушания — одна из основных форм участия населения в решении вопросов местного значения, к которой регулярно прибегает Смоленский городской Совет.
Важным средством осуществления и охраны прав личности, укрепления связей представительного органа местного самоуправления с избирателями, а также существенным источником информации, необходимой при решении текущих и перспективных вопросов жизни города в 2008 году продолжали оставаться обращения граждан.
Основные вопросы, выносимые на публичные слушания — внесение изменений в городской Устав, Правила землепользования и застройки города Смоленска, проект бюджета на предстоящий год (инициируется исполнительной властью).

## Работа с обращениями граждан
Работа с предложениями, заявлениями, жалобами ведется в соответствии с требованиями Федерального закона от 02.05.2006 № 59-ФЗ «О порядке рассмотрения обращений граждан Российской Федерации». В адрес должностных лиц и депутатов Смоленского городского Совета в течение года поступают письменные обращения. На все обращения направляются письменные ответы в установленные сроки либо уведомления о переадресации обращений по принадлежности в иные органы местного самоуправления и государственной власти.
Отдельные, наиболее значимые и острые обращения граждан являются предметом рассмотрения сессий Смоленского городского Совета.
Депутаты Смоленского городского Совета проводят ежемесячные встречи с избирателями своих округов, в ходе которых также получают устные и письменные обращения избирателей. По ряду заявлений и жалоб решения принимаются на месте. Предложения граждан по благоустройству дворовых территорий, установке малых архитектурных форм (в частности, детских игровых площадок) в регулярно учитываются при формировании планов мероприятий по выполнению наказов избирателей округов.
В 2008 году начала свою работу «депутатская линия», по телефону которой ежедневно поступает до 20 обращений как справочного характера, так и в форме жалоб. Всем гражданам даются исчерпывающие ответы и разъяснения.
Как показывает анализ поступающих устных и письменных обращений, по-прежнему основную их долю (до 80 %) составляют жалобы на неудовлетворительное качество жилищно-коммунальных услуг, в частности на бездействие должностных лиц управляющих компаний, работающих на рынке услуг ЖКХ. К сожалению, развитие конкуренции на данном сегменте рынка пока не сказалось на повышении качества услуг и не привело к замедлению роста цен на услуги, о чём свидетельствуют обращения граждан.

## Горсовет в СМИ
Ведется практика регулярных встреч депутатов с избирателями в телевизионном и радиоэфире (телеканал «Вести» и «Радио России» филиала ФГУП «ВГТРК» — ГТРК «Смоленск»), начал работу сайт Смоленского городского Совета в сети Интернет, на котором оперативно размещается текущая информация о работе депутатов, постоянных комиссий, материалы и решения сессий, а также необходимая справочная информация о работе Совета. С марта 2009 года на канале «Вести» регулярно выходит программа «Наш Совет», разработанная при участии сотрудников аппарата Смоленского городского Совета.
Все нормативные правовые акты, принятые Смоленским городским Советом, своевременно направляются для официального опубликования Главе города Смоленска, передаются для обнародования в электронные справочные правовые системы Гарант, «КонсультантПлюс», «Кодекс», размещаются по просьбе Главы города Смоленска в официальном издании Смоленского городского Совета — «Смоленские городские известия».
В июне 2008 года начал работу сайт Смоленского городского Совета в сети Интернет, на котором оперативно размещается текущая информация о работе депутатов, постоянных комиссий, материалы и решения сессий, а также необходимая справочная информация о работе Совета. В первый же год своего существования сайт был номинирован на 3 место «Премии информационной открытости — 2008» в номинации «Веб-ресурс органа власти». На сегодняшний день сайт www.smolsovet.ru занял прочные позиции в интернет-пространстве города Смоленска, а его ежемесячная аудитория составляет более тысячи интернет-пользователей.
Для повышения доступности правовых актов Смоленского городского Совета издание «Смоленские городские известия» бесплатно рассылается через сеть отделений почтовой связи Смоленского почтамта ФГУП «Почта России», а также доставляется в областную и во все массовые библиотеки МУК «Централизованная библиотечная система» для выдачи пользователям как читальных залов, так и на дом — через отделы городского абонемента. Электронная версия каждого выпуска издания регулярно размещается на Интернет-сайте Смоленского городского Совета.

## Аппарат Смоленского городского Совета
Согласно Статье 36 Устава города Смоленска, аппарат Смоленского городского Совета функционирует с целью организационного, правового, информационного, технического обеспечения деятельности Смоленского городского Совета, оказания помощи депутатам и комиссиям Смоленского городского Совета.
Для обеспечения порядка выступлений депутатов на сессиях, удобства и правильности подсчета голосов при принятии решений в 2008 году приобретена и введена в эксплуатацию переносная (мобильная) конгресс-система для проведения электронного голосования на сессиях на 30 рабочих мест.

## Месторасположение
г. Смоленск, ул. Октябрьской Революции 1/2.